# Дом Гани Мамедова
Дом Гани Мамедова (азерб. Qəni Məmmədovun evi) — достопримечательность Баку — памятник архитектуры, бывший жилой дом, расположен в историческом районе города Ичери-шехер, на улице Асафа Зейналлы, 45. Имеет охранный статус памятника архитектуры местного значения.

## История
Построен в 1908 году на месте медресе 1646 года, от которого сохранился ныне только один каменный портал, используемый теперь как вход в миниатюрный сувенирный магазин.
Заказчиком строительства дома был Гани Мамедов, успешный торговец хлопком, владелец морских судов для перевозки грузов на Каспии между Россией, Центральной Азией и Ираном. Проект дома выполнил архитектор Николай Георгиевич Баев (1878—1949), выпускник Санкт-Петербургского инженерно-строительного института (1901), построивший затем в Баку Оперный театр (1911) и больницу (им. Нагиева, ранее — Семашко), а также Сабунчинский вокзал города(1926).
Трехэтажная резиденция, сочетающая как восточный, так и западный архитектурные стили этого периода, была построена под руководством знаменитых бакинских подрядчиков, братьев Имрана и Гаджи Касумовых за один год, 1908—1909, невероятно короткий период, учитывая размер здания и количество художественных деталей. Все наружные стены имеют толщину 90 см. Великолепная лестница главного входа очень сложна, стены всхода украшены великолепными фресками с обеих сторон.
С установлением советской власти в Баку Мамедов бежал сначала в Россию, затем в Польшу, где его следы были потеряны.
После 1920 года дом пустовал в течение нескольких лет. Позже он был занят государственными учреждениями, а затем детским садом, далее первый и второй этажи были разделены на многочисленные квартиры. Из-за отсутствия надлежащего технического обслуживания состояние здания сильно ухудшилось, стало непригодным для проживания и снова пустовало более 18 лет. За это время было утрачено большинство оригинальных элементов интерьера — светильники, экстравагантные люстры, шторы, картины, ковры и даже дверные ручки.
В 1996 году здание в очень плохом состоянии арендовала компания «Mobil». Основываясь на своём опыте реставрационных работ, оригинальных рисунках, исторических фотографиях и помощи от исторического общества Баку, «Mobil» предпринял огромные усилия, чтобы восстановить здание в его прежнем виде. В настоящее время компания использует его в качестве своего бакинского офиса.

## В кинематографе
В доме Гани Мамедова снимали некоторые эпизоды фильма «Тегеран-43». А также ряд фильмов киностудии Азербайджанфильм.